# Найкрасивіша жінка в світі
«Найкрасивіша жінка світу» («La donna più bella del mondo») — італо-французький кінофільм 1955 року, знятий режисером Робертом З. Леонардом, з Джиною Лоллобриджидою і Вітторіо Ґассманом у головних ролях.

## Сюжет
У фільмі розповідається про співачку, яка пройшла довгий шлях від співачки кабаре до знаменитої оперної примадонни, і про її велике кохання до знатного князя. Сюжет інтерпретує біографію знаменитої оперної співачки початку XX століття Ліни Кавальєрі, чиє ім'я винесено в підзаголовок картини. Самий початок минулого століття. У третьорозрядному римському театрі йде вистава. Хвору співачку терміново замінює її дочка, молода приваблива дівчина Ліна. Виконана нею проста народна пісенька-іспаньола викликає бурхливий захват у глядачів. У залі присутня група аристократів, серед них молодий красень, князь Сергій Барятін. Після вистави князь викликається проводити дівчину. Дізнавшись, що вона бідна, він непомітно вкладає їй у сумочку певну суму грошей і свій перстень. У результаті кількох випадкових зустрічей Ліна закохується в благородного князя. Однак їх розділяє соціальна прірва.

## У ролях
- Джина Лоллобриджида: Ліна Кавальєрі
- Вітторіо Ґассман: Сергій Барятін
- Роберт Альда: Дорія
- Анн Вернон: Кармела
- Тамара Ліс: Маноліта
- Нанда Прімавера: Олімпія
- Ніко Пепе: Луїс
- Енцо Біліотті: Перре
- Джино Сінімбергі: Сільвані
- Марко Туллі: суддя на дуелі
- Рольф Тасна: Лефевр
- Лоріс Гіцці: Дюваль
- Валерія Фабріці: Сільвана

## Знімальна група
- Режисер: Роберт З. Леонард
- Продюсер: Малено Маленотті
- Сценаристи: Чезаре Каванья, Ліана Феррі, Френк Джервасі, Лучано Мартіно, Маріо Монічеллі, П'єро П'єротті, Франко Салінас, Джованна Сорія, Малено Маленотті
- Оператор: Маріо Бава
- Композитор: Ренцо Росселліні, Джакомо Пуччіні
- Художник-постановник: Веньєро Колазанті
- Художники з костюмів: Веньєро Колазанті, Вітторіо Ніно Новарезе
- Художник з декорацій: Маріо Раппіні
- Монтажер: Еральдо Да Рома